# 103
Évszázadok: 1. század – 2. század – 3. század
Évtizedek: 50-es évek – 60-as évek – 70-es évek – 80-as évek – 90-es évek – 100-as évek – 110-es évek – 120-as évek – 130-as évek – 140-es évek – 150-es évek
Évek: 98 – 99 – 100 – 101 –  102 – 103 – 104 – 105 – 106 – 107 – 108

## Események

### Római Birodalom
- Traianus császárt (helyettese januártól Q. Glitius Atilius Agricola, áprilistól P. Metilius Nepos, júliustól M. Flavius Aper, októbertől Annius Mela) és Manius Laberius Maximust (helyettese Q. Baebius Macer, C. Trebonius Proculus Mettius Modestus és P. Calpurnius Macer Caulius Rufus) választják consulnak.
- Ifjabb Pliniust beválasztják az augurok collegiumába.
- A dák háború után a Legio X Geminát előbb Aquincumban, majd Vindobonában állomásoztatják.
- Traianus utasítására Damaszkuszi Apollodórosz a mai Drobetánál kőhidat kezd építeni a Dunán.

## Halálozások
- Sextus Julius Frontinus, római politikus, mérnök, író

## Fordítás
- Ez a szócikk részben vagy egészben  az   AD 103 című angol Wikipédia-szócikk ezen változatának fordításán alapul.  Az eredeti cikk szerkesztőit annak laptörténete sorolja fel. Ez a jelzés csupán a megfogalmazás eredetét és a szerzői jogokat jelzi, nem szolgál a cikkben szereplő információk forrásmegjelöléseként.